# Créances
 Créances  es una población y comuna francesa, situada en la región de Baja Normandía, departamento de Mancha, en el distrito de Coutances y cantón de Lessay.

## Demografía
| 2131 | 2033 | 1933 | 1935 | 1926 | 2014 |
| Para los censos de 1962 a 1999 la población legal corresponde a la población sin duplicidades (Fuente: INSEE [Consultar]) |      |      |      |      |      |